# Lope Afonso

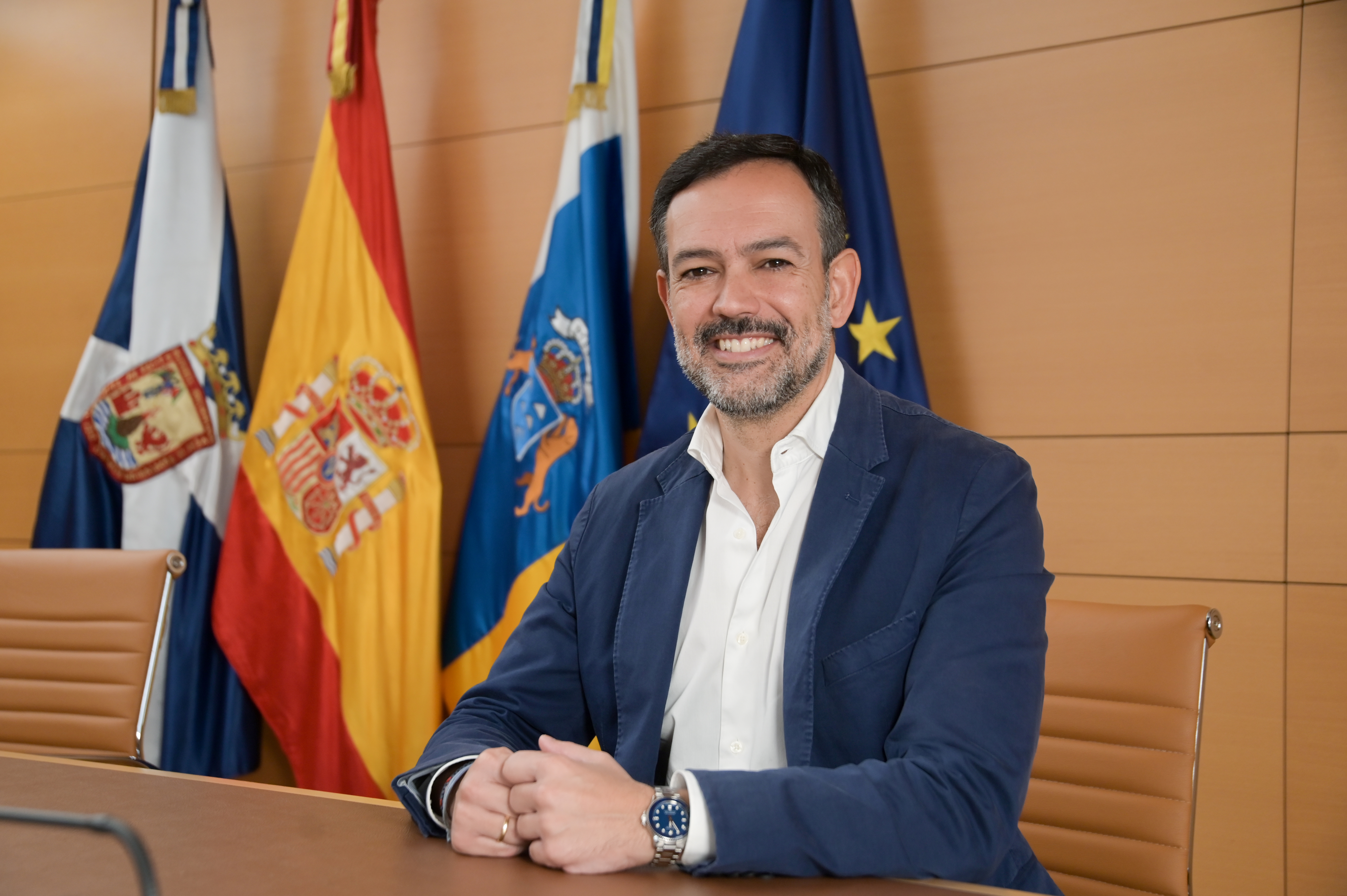
Lope Afonso (PP), vicepresidente del Cabildo de Tenerife, en el Salón de Plenos del Palacio Insular.

Lope Domingo Afonso Hernández, es un político español, miembro del Partido Popular que fue alcalde de Puerto de la Cruz entre 2015 y 2019 y que, actualmente, ocupa el cargo de vicepresidente del Cabildo Insular de Tenerife y responsable de las áreas de Turismo, Acción Exterior y Relaciones Institucionales. 

## Biografía
Natural de Puerto de la Cruz, nació el 3 de agosto de 1979. Está casado y tiene dos hijos. 
Cursó Educación General Básica en el colegio de los Agustinos de la misma ciudad. Posteriormente, se incorpora al Instituto de Educación Secundaria Agustín de Bethencourt para realizar los estudios de Bachillerato Unificado Polivalente (BUP) y Curso de Orientación Universitaria (COU). Es Licenciado en Derecho por la Universidad de La Laguna y Diplomado en la Escuela de Práctica Jurídica de Santa Cruz de Tenerife.
Hijo de comerciante y de ama de casa, el negocio familiar fue su  primer contacto con el mundo laboral. Compaginó los primeros años de estudios universitarios con una nueva experiencia laboral, en este caso como guía y transferista para un touroperador nacional (Iberojet). Abogado en ejercicio, es socio cofundador del bufete RGA Abogados. También trabaja desde 2006 como responsable de la Delegación Norte de Mutua Balear, Mutua de Accidentes de Trabajo de la Seguridad Social (actualmente en excedencia).
En el plano político, se inició como militante de las Nuevas Generaciones del Partido Popular en el año 1998. A partir de ahí, desempeñó diferentes responsabilidades orgánicas dentro de la organización juvenil del partido que culminaron con su designación como Secretario General Regional en Canarias. Como militante ya del Partido Popular (PP), ha desempeñado en dos ocasiones el cargo de Secretario General. Asimismo, ha sido el presidente de la Comisión de Empleo y Asuntos Sociales del PP de Tenerife y fue Coordinador General de Afiliación  y Movilización del PP de Canarias.
Actualmente ocupa el cargo de vicepresidente del Cabildo Insular de Tenerifetras las elecciones celebrados en mayo de 2023 y alcanzar su candidatura los 8 consejeros en el Pleno de la Institución. Los resultados electorales son uno de los más altos que ha conseguido el Partido Popular y, en comparación con 2019, el Grupo Partido Popular duplicó sus resultados pasando de 4 a 8 asientos.

## Cronología vida política

### Año 1998
Alta como militante de las Nuevas Generaciones del Partido Popular

### Años 2003 y 2004
Asesor de la concejalía de Turismo de la corporación municipal portuense entre los años de 2003 y 2004.

### Año 2005
Adjunto al Gabinete de la Consejería de Empleo y Asuntos Sociales del Gobierno de Canarias.

### Legislatura 2011-2015
Tercer Teniente de Alcalde y concejal de Desarrollo Económico, Comercio y Concesiones Administrativas del Puerto de la Cruz.

### Legislatura 2015-2019
El 13 de junio de 2015, Lope Afonso es elegido alcalde de Puerto de la Cruz gracias al acuerdo con Coalición Canaria. El PP portuense obtuvo el mejor resultado de su historia igualando al PSOE con el mismo número concejales, 7 cada uno, permitiendo así llegar a la mayoría gracias al apoyo de los nacionalistas.

### Legislatura 2019-2023
Con la llegada de las elecciones municipales del 26 de mayo, los populares obtuvieron en la ciudad turística 8 concejales, los mismos que el PSC, sin embargo un pacto entre los socialistas y la marca de Podemos en el Puerto de La Cruz, llamada Asamblea Portuense hizo desbancar al alcalde popular.
El 4 de septiembre de 2019 es condenado a una pena de 9 años de inhabilitación especial para empleo o cargo público por delito continuado de prevaricación en el denominado "caso mercadillo". El día siguiente anunció que renunciaba a todos sus cargos, y que se daba de baja en la militancia del Partido Popular.
En 2021, la Sección VI de la Audiencia Provincial de Santa Cruz de Tenerife le absuelve.
https://www.eldia.es/tenerife/2021/05/13/justicia-absuelve-lope-afonso-le-51749632.html